# Hyalonema agujanum
Hyalonema agujanum är en svampdjursart som beskrevs av Lendenfeld 1915. Hyalonema agujanum ingår i släktet Hyalonema och familjen Hyalonematidae. Inga underarter finns listade i Catalogue of Life.